# Cleistocarpidium palustre
Cleistocarpidium palustre là một loài rêu trong họ Ditrichaceae. Loài này được Bruch & Schimp. Ochyra & Bednarek-Ochyra mô tả khoa học đầu tiên năm 1996.